# Dušan Lajović
Dušan Lajović (în sârbă Душан Лајовић; n. 30 iunie 1990, Belgrad, RS Serbia, RSF Iugoslavia) este un tenismen profesionist sârb. Lajović a câștigat un titlu la simplu și două la dublu pe Circuitul ATP. La 29 aprilie 2019, Lajović a ajuns pe locul 23 mondial, cea mai ănaltă poziție a carierei la simplu. La 21 septembrie 2020, a ajuns pe locul 82 mondial în clasamentul de dublu.
El este cel mai bine cunoscut pentru jocul său pe teren pe zgură, serviciul puternic și reverul cu o singură mână. Lajović reprezintă în mod regulat Serbia în competițiile pe echipe, după ce a jucat în Cupa Mondială pe echipe în 2010 și 2011, este membru al echipei Serbiei de Cupa Davis din 2012 și a contribuit foarte mult la câștigarea Cupei ATP inaugurale de către Serbia în 2020, deoarece a câștigat patru din șase meciuri. A câștigat primul său turneu de simplu la Croația Open 2019 și a ajuns la prima sa finală ATP 1000 la Masters-ul Monte-Carlo din 2019.